# Magelona berkeleyi
Magelona berkeleyi är en ringmaskart som beskrevs av Jones 1971. Magelona berkeleyi ingår i släktet Magelona och familjen Magelonidae. Inga underarter finns listade i Catalogue of Life.